# Sainte-Christie
Sainte-Christie (gaskognisch Senta Crestia) ist eine französische Gemeinde mit 542 Einwohnern (Stand 1. Januar 2022) im Département Gers in der Region Okzitanien (vor 2016 Midi-Pyrénées). Sie gehört zum Arrondissement Auch und zum Kanton Gascogne-Auscitaine. Sainte-Christie ist zudem Mitglied des 2001 gegründeten Gemeindeverbands Grand Auch Cœur de Gascogne.

## Lage
Sainte-Christie liegt etwa dreizehn Kilometer nordnordöstlich der Stadt Auch auf einer Anhöhe zwischen den Flüssen Gers im Westen und Aulouste im Osten. Umgeben wird Sainte-Christie von den Nachbargemeinden Montestruc-sur-Gers im Norden, Gavarret-sur-Aulouste im Nordosten, Mirepoix im Osten und Südosten, Preignan im Süden, Roquelaure im Südwesten, Roquefort im Westen sowie Puységur im Nordwesten.
Durch die Gemeinde führt die Route nationale 21.

## Bevölkerungsentwicklung
| Jahr                                                | 1962 | 1968 | 1975 | 1982 | 1990 | 1999 | 2006 | 2011 | 2018 |
| Einwohner                                           | 393  | 356  | 345  | 325  | 389  | 418  | 512  | 565  | 546  |
| Quellen: Cassini und INSEE; heutiges Gemeindegebiet |      |      |      |      |      |      |      |      |      |

## Sehenswürdigkeiten
- Kirche Saint-Sébastien et Saint-Fabien[1]
- Kapelle Saint-Michel im Ortsteil Casteljaloux